# Frans Ludo Verbeeck
Frans Ludo Verbeeck (* 12. September 1926 in Tisselt, Provinz Antwerpen; † 5. Oktober 2000 in Merksplas) war ein belgischer Komponist und Dirigent.
Mit 10 Jahren musizierte er als Kornettist in dem Fanfare-Orchester Willen is Kunnen von Tisselt, die damals von seinem Großvater Frans Verbeeck dirigiert wurde. Danach übernahm sein Vater die Leitung des Orchesters und von dem erhielt er seinen ersten Musikunterricht. 1936 ging er zur Musikschule in Willebroek und erhielt dort fortgesetzte Unterweisungen von Jan van der Straeten. Sein Studium begann er 1939 am Konservatorium von Mechelen Musiktheorie bei Schevernels und Trompete bei Emiel Maes. Wegen des Krieges musste er sein Studium abbrechen.
Nach dem Krieg betätigte er sich als Trompeter in verschiedenen kleinen Gruppen. 1948 bekam er eine Anstellung im Show- und Tanzorchester von Willy Rockin und später im Orchester Leo Martin. Mit diesem Orchester unternahm  er Reisen durch ganz Europa und Nordafrika. Mit dem Orchester Leo Martin hat er diverse Künstler aus der Show- und Schlagerbranche begleitet, unter anderem Édith Piaf, Freddy Quinn, Frank Sinatra, Louis Armstrong, Billy Eckstine und Caterina Valente. Oft genug stammten die Arrangements für die Begleitung dieser Künstler von ihm. 1960 wird er künstlerischer Direktor einer Schallplattenfirma in Brüssel und bekam Erfahrungen in allen Aspekten der Unterhaltungsmusik.
Er war Dirigent mehrerer Fanfare-Orchester und Blasorchester.
In die Zeit der Tätigkeit bei der Schallplattenfirma fallen auch die ersten Marschkompositionen für Blasorchester (Bensberg, Fulda, Monte Carlo). 1969 entstand ein Kontakt mit einem niederländischen Musikverleger für Blasorchestermusik. 

## Werke

### Werke für Blasorchester
- Over and Out
- Miami
- Planckendael
- Mexican Trumpets
- Stand By
- Castles in Spain
- Melodie Makers Hefte 1 bis 5
- Check Point
- On Line
- Torre del Fuego Paso-doble
- Caribbean Beauties
  1. Gabriela
  2. Margarita
  3. Rosita
- Dixieland Selection N° 1
- Dixieland Selection N° 2
- Dixieland Selection N° 3

## Arrangements für Blasorchester
- Music (Originalinterpret: John Miles)

| Personendaten    | Personendaten                     |
| ---------------- | --------------------------------- |
| NAME             | Verbeeck, Frans Ludo              |
| ALTERNATIVNAMEN  | Beck, Randy                       |
| KURZBESCHREIBUNG | belgischer Komponist und Dirigent |
| GEBURTSDATUM     | 12. September 1926                |
| GEBURTSORT       | Tisselt, Belgien                  |
| STERBEDATUM      | 5. Oktober 2000                   |
| STERBEORT        | Merksplas, Belgien                |